# (38370) 1999 RB165
1999 RB165 (asteroide 38370) é um asteroide da cintura principal. Possui uma excentricidade de 0.05139980 e uma inclinação de 9.33123º.
Este asteroide foi descoberto no dia 9 de setembro de 1999 por LINEAR em Socorro.